# Área de Conservação da Paisagem de Pajaka
A Área de Conservação da Paisagem de Pajaka é um parque natural localizado no condado de Rapla, na Estónia.
A área do parque natural é de 202 hectares.
A área protegida foi fundada em 1958 para proteger a floresta mista de carvalhos e abetos em Hiie Farmstead (paróquia de Märjamaa). Em 2006, a área protegida foi designada para área de conservação paisagística.